# Килман, Сато
Мелтек Сато Килман Ливтувану (бисл. Meltek Sato Kilman Livtuvanu; род. 30 декабря 1957, Малекула, Новые Гебриды) — политик Вануату. Представитель Народной прогрессивной партии.
Премьер-министр Вануату (с 2 декабря 2010 по 24 апреля 2011 года, с 13 мая по 16 июня 2011 года, с 26 июня 2011 по 23 марта 2013 года, 11 июня 2015 по 11 февраля 2016 года и с 4 сентября по 6 октября 2023 года.
Правительством Сато Килмана в 2011 году была признана независимость Абхазии (однако позднее Вануату отказалось от признания).
4 сентября 2023 года вернулся на пост премьер-министра, заменив Ишмаэля Калсакау. Килман сказал коллегам-депутатам парламента, что его главной заботой будет «пересмотреть внешнюю политику таким образом, чтобы она приносила больше пользы Вануату», а также поиск «новых экспортных рынков». Выборы премьер-министра произошли в результате политического кризиса, приведшего к отставке бывшего премьер-министра Калсакау «за действия, включая подписание пакта о безопасности с Австралией».
6 октября 2023 года был отстранён от должности в результате вотума недоверия.